# Надарейшвили, Гиви
Гиви Надарейшвили (род. 21 августа 1992, Поти) — грузинский самбист, серебряный (2018) и бронзовый (2015, 2016) призёр чемпионатов Европы по самбо, бронзовый призёр чемпионатов мира по самбо (2018, 2019), бронзовый призёр Европейских игр 2019 года в Минске по самбо. Выступал в легчайшей весовой категории (до 52 кг). Был бронзовым призёром первенства Европы 2009 года среди юношей. Также становился чемпионом (2010) и серебряным призёром (2011) первенств Европы среди юношей и бронзовым призёром первенств мира (2010, 2012) среди юниоров. Проживает в Поти.

## Чемпионаты страны
- Чемпионат Грузии по самбо 2018 года — ;
- Чемпионат Грузии по самбо 2021 года — ;